# Método Trachtenberg

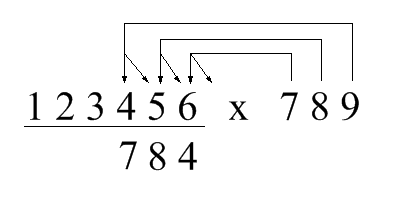
Método de 2 dedos.

El método Trachtenberg es un sistema de cálculo mental que fue desarrollado por el ingeniero ruso Jakow Trachtenberg para mantener su mente ocupada cuando estaba prisionero en un campo de concentración nazi.
El sistema consiste de un número de patrones memorizables de gran facilidad que le permiten a uno realizar computaciones aritméticas sin ayuda de lápiz y papel.
A continuación se presentarán algunos de los métodos diseñados por Trachtenberg. 

## Multiplicar por 12
- Regla: Para multiplicar por 12 se debe duplicar cada dígito antes de sumarlo al dígito a su derecha colocando (al terminar) el primer dígito como dígito final (tenga en cuenta que si algún número es superior a 9 se tendrá que reservar y sumar 1 en la próxima operación).
- Ejemplo: 314 × 12 = 3768:

4 × 2 = 8
1 × 2 + 4 = 6
3 × 2 + 1 = 7
> Volver a colocar 3
- Aunque puede no ser práctico o de facilidad mental, este método también sirve con los demás números en la decena de 10 hasta el 19. Para hacerlo con números mayores se sustituye el paso de duplicar el dígito a triplicar (en caso del 13), cuadruplicar (en caso del 14) y así sucesivamente hasta el 19.
- En el caso de números mayores (a partir del mil) se usa exactamente la misma técnica (se resta 10 al número por el que se está multiplicando):
- Ejemplo: 2739 x 12= 32 868:

9 x 2 = 18 (Al ser la cifra final superior a 9 (formando una decena) se debe reservar la ya mencionada decena y sumar en la próxima operación).
3 x 2 + 9 + 1 = 16
7 x 2 + 3 + 1 = 18
2 x 2 + 7 + 1 = 12
2 + 1 = 3
Volvemos a colocar el 2 (la suma de cualquier factor será igual a 0).
```
Según Jakow Trachtenberg.
```

## Multiplicar por 11
- Regla: Para multiplicar por 11 vuelva a copiar el último dígito. Luego sume cada dígito al dígito a su derecha. Vuelva a copiar el primer dígito (tenga en cuenta que si el número es superior a 9 se tendrá que reservar y sumar 1 en la próxima operación).
- Ejemplo: 3422 × 11 = 37 642

Volver a colocar 2
2 + 2 = 4
4 + 2 = 6
3 + 4 = 7
Volver a colocar 3

## Multiplicar por 5
- Regla: Al multiplicar un dígito por 5 solo se necesita multiplicar el número por 10 y dividir el resultado entre 2 independientemente de si el número resultado fuese redondo o no.
- Ejemplo (con número exacto): 240 x 5 = 1200

240 x 10 = 2400
2400 ÷ 2  = 1200
- Ejemplo (con número "inexacto"): 241 x 5 = 1205

241 x 10 = 2410
2410 ÷ 2  = 1205

## Multiplicar por 6
- Regla: Para multiplicar por 6 se tienen que seguir ciertos criterios, siendo estos:
  1. Si el dígito en cuestión es un número par se coloca sin más (caso contrario (número impar) se deben de sumar 5).
  2. Agregue la mitad del número anteriormente multiplicado, restándole 1 (antes de dividir) en caso de que fuese impar.
  3. Para el último dígito que se va a multiplicar se considera 0 (seguido por los pasos anteriores).
- Ejemplo: 4532 × 6 = 27 192

Considerando 0: 04532 x 6
2 + (0 / 2) = 2
3 (impar) + 5 + (2 / 2) = 9
5 (impar) + 5 + (3 / 2) = 11
 (Se reserva 1)
4 + (5 / 2) + 1 = 7
0 + (4 / 2) = 2
- Ejemplo: 657 831 × 6 = 3 946 986

Considerando 0: 0657831 x 6
1 + 5 + (0 / 2) = 6
3 + 5 + (1 / 2) = 8
8 + (3 / 2) = 9
7 + 5 + (8 / 2)= 16
5 + 5 + (7 / 2) + 1 = 14
6 + (5 / 2) + 1 = 9
0 + (6/2) = 3

## Multiplicar por 7
- Regla: para multiplicar por 7:
  1. Multiplicar por dos cada dígito.
  2. Si el entero al qué se le está sumando es impar, agregar 5.
  3. Agregar la mitad del número de la derecha a cada dígito (si el dígito de la derecha es impar se redondea el resultado al entero de menor cantidad).
  4. El primer dígito del número a multiplicar se considera como cero.
- Ejemplo: 657 832 × 7 = 4 604 824
- Así:  0657832 x 7

2 × 2 = 4
3 × 2 + 5 + (2 / 2)= 12; 3 es impar se suma 5
8 × 2 + (3 / 2) + 1 = 18; Se suma 1 que se llevaba. 3 es impar se reduce a 2.Se lleva 1
7 × 2 + 5 + ( 8 / 2) + 1= 24; Se suma 1 que se llevaba. 7 es impar se suma 5, y se llevan 2
5 × 2 + 5 + (7 / 2) + 2= 20; Se suman 2 que se llevaban. 5 es impar se suma 5. 7 es impar se reduce a 6
6 × 2 + (5 / 2) + 2 = 16; se suman 2 que se llevaban. 5 es impar se reduce a 4
0 × 2 + (6/2) + 1 = 4
Editado por: Montserrat Robles Jaramillo

## Multiplicar por 8
- Regla: para multiplicar por 8:
  1. Sustraer el último dígito de 10 y duplicar.
  2. Quitar dos al dígito de la derecha y sumar si se lleva.
  3. multiplicar por 8 el primer y último dígito
- Ejemplo: 7 623 453 × 8 = 60 987 624

(10 - 3) x 2 = 14
(10 - 5) x 2 + (3 - 2) + 1= 12
(10 - 4) x 2 + (5 - 2) + 1= 16
(10 - 3) x 2 + (4 - 2) + 1= 17
(10 - 2) x 2 + (3 - 2) + 1= 18
(10 - 6) x 2 + (2 - 2) + 1= 9
(8 x 7)+ (6 - 2)= 60
Según el ingeniero:Jakow Tranchtenberg

## Multiplicar por 9
- Regla: para multiplicar por 9:
  1. Substraer el último dígito de 10. (Ex.: 10 - 3 = 7)
  2. Substraer los otros números de 9 y añadir al dígito de la derecha.
  3. Substraer uno del primer dígito.
- Ejemplo: 583 264 × 9 = 5 249 376

10 - 4 = 6
9 - 6 + 4 = 7
9 - 2 + 6 = 13; Se lleva 1
9 - 3 + 2 + 1 = 9; Se suma 1 que se llevaba
9 - 8 + 3 = 4
9 - 5 + 8 = 12; Se lleva 1
5 - 1 + 1 = 5; Se suma 1 que se llevaba
```
Según: Jakow Trachtenberg 
Editado por:Montserrat Robles J.
```